# Курів (Івано-Франківський район)
Ку́рів — село Більшівцівської селищної громади розташоване в мальовничій частині Івано-Франківського району, на відстані 25 кілометрів до колишнього райцентру, міста Галича.

## Історія
У 1939 році в селі проживало 410 мешканців (380 українців, 15 поляків, 5 латинників, 10 євреїв).
На світанку 24 серпня 1944 року під час облави НКВС було спалено село й жорстоко вбито 45 жителів Курова і п'ять із сусіднього села Слободи.
22 серпня 2004 року відбулося вшанування героїв полеглих у боротьбі за Україну: у селі Курів відкрито капличку, на відкриття зібралося населення цілого села Курів та сусідніх сіл.

## Сьогодення
У селі є своя сільська рада, церква, початкова школа, клуб, ФАП. У 1992 році було збудовано храм.
Село Курів нараховує приблизно 240 жителів, однак у розпорядженні має дуже багато полів, які з початком становлення незалежності почали пустувати і пустують дотепер.
Завдяки голові сільської ради Крупі Ліді Федорівні село газифікували.